# Marcin Rams
Marcin Rams (ur. 28 kwietnia 1987 w Warszawie) – polski aktor filmowy, telewizyjny i teatralny, dziennikarz i prezenter telewizyjny.

## Życiorys
W 2010 roku ukończył studia w Akademii Sztuk Teatralnych w Krakowie, gdzie grał epizod w serialach: Pierwsza miłość, Prosto w serce, Instynkt i M jak miłość.
Od 2012 roku prowadzi Wiadomości sportowe, od 28 sierpnia do 2 grudnia 2017 prowadził teleturniej Rodzina wie lepiej w TVP1.
Prowadzi również Sportowy wieczór telewizji TVP Sport.

## Filmografia
- 2010: Pierwsza miłość jako kolega Henryka Pasłęki
- 2011: Prosto w serce jako Albert
- 2011: Instynkt jako Rafał Przybylski
- 2012: M jak miłość jako rugbysta Targosz

## Prezenter
- od 2012: Wiadomości sportowe, Sport telegram
- 2017: Rodzina wie lepiej